# Pantielejmon Lepieszynski
Pantielejmon Nikołajewicz Lepieszynski (ros. Пантелеймон Николаевич Лепешинский, ur. 29 lutego?/12 marca 1868 we wsi Studieniec w obwodzie mohylewskim, zm. 29 września 1944 w Moskwie) – działacz rosyjskiego ruchu rewolucyjnego, doktor nauk historycznych, publicysta.

## Życiorys
Studiował na Uniwersytecie Petersburskim, z którego w 1890 został wykluczony i jednocześnie wydalony z Petersburga za działalność rewolucyjną (później zdał eksternistycznie egzaminy na Uniwersytecie Kijowskim) jako związany z Narodną Wolą. W 1892 prowadził działalność rewolucyjną w Sewastopolu, w 1894 wstąpił do kółka marksistowskiego w Petersburgu, w grudniu 1897 został aresztowany i skazany na 3 lata zesłania do guberni jenisejskiej, gdzie spotkał się z Leninem. W 1898 wstąpił do SDPRR, w sierpniu 1899 był jednym z 17 sygnatariuszy podpisu pod Protestem rosyjskich socjaldemokratów przeciw ekonomistom, w 1900 został agentem „Iskry” w Pskowie, był członkiem Komitetu Organizacyjnego II Zjazdu SDPRR. W listopadzie 1902 został aresztowany i ponownie zesłany do guberni jenisejskiej, skąd w grudniu 1903 zbiegł za granicę, w Genewie związał się z bolszewikami, był sekretarzem Rady Partii i jednym z założycieli biblioteki i archiwum KC SDPRR. W 1905 brał udział w przygotowywaniu III Zjazdu SDPRR, po powrocie prowadził działalność partyjną w Jekaterynosławiu i Petersburgu, od 1912 pracował w biurze statystycznym w Moskwie, był delegatem na zjazdy partii od XIV do XVII. Podczas rewolucji październikowej kierował organizacją partyjną w Orszy, od 1918 pracował w Ludowym Komisariacie Oświaty Rosyjskiej FSRR, był jednym z założycieli i kierowników Istpartu (Komisji ds. Historii Rewolucji Październikowej i RKP(b)) (1921–1924). W 1925 został przewodniczącym KC MOPR, a w 1927 dyrektorem Muzeum Historycznego, w latach 1935–1936 był dyrektorem Muzeum Rewolucji w Moskwie. Napisał wiele publikacji o historii partii, pedagogice i wychowaniu komunistycznym. Został odznaczony Orderem Czerwonego Sztandaru Pracy. Był mężem Olgi Lepieszynskiej. Pochowany na Cmentarzu Nowodziewiczym w Moskwie.